# Chickamaugaveldtocht
De Chickamaugaveldtocht vond plaats tussen 21 augustus en 20 september 1863 in het noordwesten van Georgia tijdens de Amerikaanse Burgeroorlog tussen het Noordelijke Army of the Cumberland onder leiding van William S. Rosecrans en het Zuidelijke Army of the Tennessee onder leiding van Braxton Bragg.

## Achtergrond
In de succesvolle Tullahomaveldtocht had Rosecrans in de zomer van 1863 Bragg uit het midden van Tennessee verdreven. Bragg had zich teruggetrokken naar Chattanooga. De Noordelijken verloren slechts 569 soldaten. generaal-majoor Henry W. Halleck, opperbevelhebber van het Noordelijke leger, en president Abraham Lincoln drongen er bij Rosecrans op aan om Chattanooga in te nemen. De val van deze stad zou de poorten openen naar Atlanta en het hart van het Zuiden. Chattanooga was een strategisch knooppunt van spoorwegen die Nashville en Knoxville in het noorden verbonden met Atlanta in het zuiden. De stad had ook een belangrijke ijzerertsindustrie en gemakkelijk verdedigbaar door de gunstige geografische ligging tussen Lookout Mountain, Missionary Ridge, Raccoon Mountain en Stringer’s Ridge.
Het leger van Braxton Bragg, het Army of Tennessee telde eind juli 52.000 soldaten. De Zuidelijke overheid liet het Departement of East Tennessee, onder leiding van generaal-majoor Simon B. Buckner samensmelten met Braggs leger. Dit betekende dat Bragg enerzijds 17.800 soldaten extra kreeg en anderzijds dat zijn verantwoordelijkheid nu tot in Knoxville, Tennessee reikte. De bevelhebber van de regio rond Knoxville, luitenant-generaal Leonidas Polk had geen hoge dunk van zijn nieuwe bevelhebber Bragg. Zowel Polk als zijn rechterhand generaal-majoor William J. Hardee staken hun afkeer voor Bragg niet onder stoelen of banken. Buckner had eveneens gemengde gevoelens over Bragg over de manier waarop hij zijn thuisstaat Kentucky had binnengevallen in 1862. In juli ontving Bragg eens positief nieuws toen de overplaatsing van Hardee naar Mississippi goedgekeurd werd. Hij werd vervangen door luitenant-generaal Daniel H. Hill die onenigheid had met generaal Robert E. Lee. Het Zuidelijke ministerie voor oorlog vroeg aan Bragg of hij een offensief kon beginnen in augustus mocht hij versterkingen krijgen uit de Mississippi-regio. Bragg had zo zijn eigen problemen. Hij had grote logistieke problemen. Hij wachtte liever een aanval af van Rosecrans. Hij maakte zich ook zorgen over de toenemende dreiging van generaal-majoor Ambrose E. Burnsides legermacht tegen Knoxville. Bragg trok zijn troepen bij vooruitgeschoven stellingen rond Bridgeport, Tennessee terug en concentreerde zijn twee infanteriekorpsen rond Chattanooga. Zijn cavaleriekorps werd ingezet om zijn flanken te beschermen die een gebied van noordelijke Alabama tot Knoxville bestreken.

## De veldslagen
- Tweede slag bij Chattanooga (21 augustus tot 8 september 1863)

Rosecrans liet een brigade Chattanooga beschieten. Zo hield hij de Zuidelijke hoofdmacht bezig terwijl hij de een flankeerbeweging uitvoerde rond het zuidwesten van de stad.
- Slag bij Davis's Cross Roads (10 september en 11 september 1863)

Bragg valt een geïsoleerd Noordelijk korps aan voor Rosecrans de rest van zijn leger kan concentreren. De aanval mislukt.
- Slag bij Chickamauga (19 september en 20 september 1863)

De laatste en beslissende slag van de veldtocht waarin de Zuidelijken een groot deel van het Noordelijke leger verdrijven. De defensieve linie op de Noordelijke linkerflank kan voorkomen dat de Zuidelijken een beslissende overwinning in de wacht kunnen slepen.

## Gevolgen
De Chickamaugaveldtocht werd gevolgd door de Chattanoogaveldtocht. Een Noordelijke ontzettingsmacht onder leiding van generaal-majoor Ulysses S. Grant brak door de belegeringslinies van Bragg rond de stad. Bragg en zijn leger trokken zich terug. De weg naar het zuiden lag open voor generaal-majoor William T. Shermans Atlantaveldtocht.

## Aanbevolen literatuur
- Korn, Jerry, and the Editors of Time-Life Books, The Fight for Chattanooga: Chickamauga to Missionary Ridge, Time-Life Books, 1985, ISBN 0-8094-4816-5.
- Tucker, Glenn. Chickamauga: Bloody Battle in the West Bobbs-Merrill Company, 1961.